# マルト神群

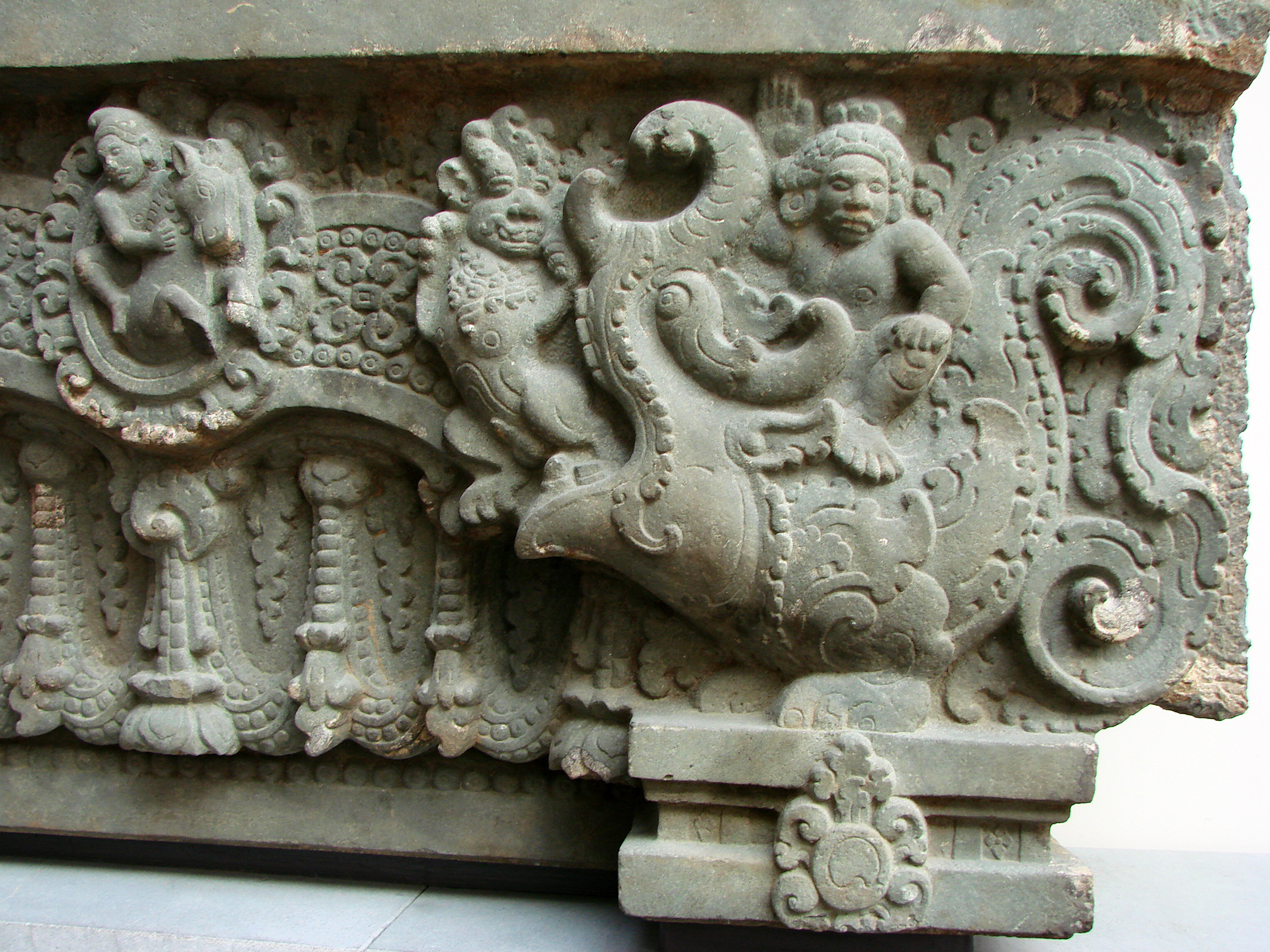
カンボジアの世界遺産サンボー・プレイ・クック遺跡から発見されたマルト神群の石彫（7世紀前半）。パリ、ギメ東洋美術館所蔵。

マルト神群（マルトしんぐん、梵: मरुत, Marutaḥ, 英: Marutas）は、インド神話に登場する暴風雨を神格化した神々の1群である。別名ルドラ神群（あるいはルドリヤ神群）。インドラ神の従者とされ、みな兄弟であり、一様に美しく若々しい好戦的な青年神の集団とされる。
マルト神群の親については諸説あるが、『リグ・ヴェーダ』はルドラ神と牝牛プリシュニーの子供たちとし、プラーナ文献ではカシュヤパ仙とディティの子供たちとしている。彼らの数についても7、11、27、33、あるいは49ともいわれる。
『リグ・ヴェーダ』では独立の讃歌、他の神と共有する讃歌を合わせると約40篇に及ぶ。
それによると彼らは双生児のようにそっくりで、まるで女のように黄金製の武具や装身具で美しく着飾る。また腕力に優れ、高山に住み、武器を携え、良馬を保有している。彼らが乗る黄金の車はカモシカが牽き、神群共通の愛人ローダシーがそれに同乗する。そして車が走り出すと轍に沿って雨が降る。
しかし彼らは恐るべき戦士、殺戮者であり、その怒りは蛇にたとえられる。その強大な力は木々をなぎ倒し、山々を引き裂く。そのため彼らの疾走によって万物は震撼し、木々は身をかがめ、大地は動揺するという。インドラがヴリトラと戦う際にも同行している。
その反面、友好的な一面も持ち、強力な援助者で、雨を降らせるだけでなく、子孫、医薬、財宝、詩的霊感の与え手とされる。音楽家、舞踏家としても知られている。
なお、マルト神群はアーリヤ人最古層に属するある宗教的、政治的儀礼（男性結社）の痕跡を残しているという指摘がある。